# 凯尔西塚雉属
凯尔西塚雉（学名：Quercymegopodius）是已知最早的凯尔西塚雉科鸟类。这一类群发现于3700万年前的法国Quercy Phosphorites组。